# Chromosom 9 (Mensch)

Idiogramm des menschlichen Chromosoms 9

Chromosom 9 ist eines von 23 Chromosomen-Paaren des Menschen. Ein normaler Mensch hat in den meisten seiner Zellen zwei weitgehend identische Kopien dieses Chromosoms.

## Entschlüsselung des Chromosoms 9
Das Chromosom 9 besteht aus 140 Millionen Basenpaaren. Ein Basenpaar ist die kleinste Informationseinheit der DNA. Das Chromosom 9 enthält etwa 4,5 % der gesamten DNA einer menschlichen Zelle. Die Identifizierung der Gene auf diesem Chromosom ist der Teil eines laufenden Prozesses zur Entschlüsselung des menschlichen Erbgutes. Auf dem Chromosom 9 befinden sich zwischen 800 und 1300 Gene. Bisher sind 904 davon bekannt.

## Bekannte Gene auf dem Chromosom 9
Das Chromosom 9 enthält unter anderem folgende Gene:
- COX-1: Cyclooxygenase-1
- FRDA: Frataxin
- Flavokinase
- Glycodelin
- BNC2
- STOM: Stomatin
- ALDOB: Aldolase B

## Medizinische Bedeutung

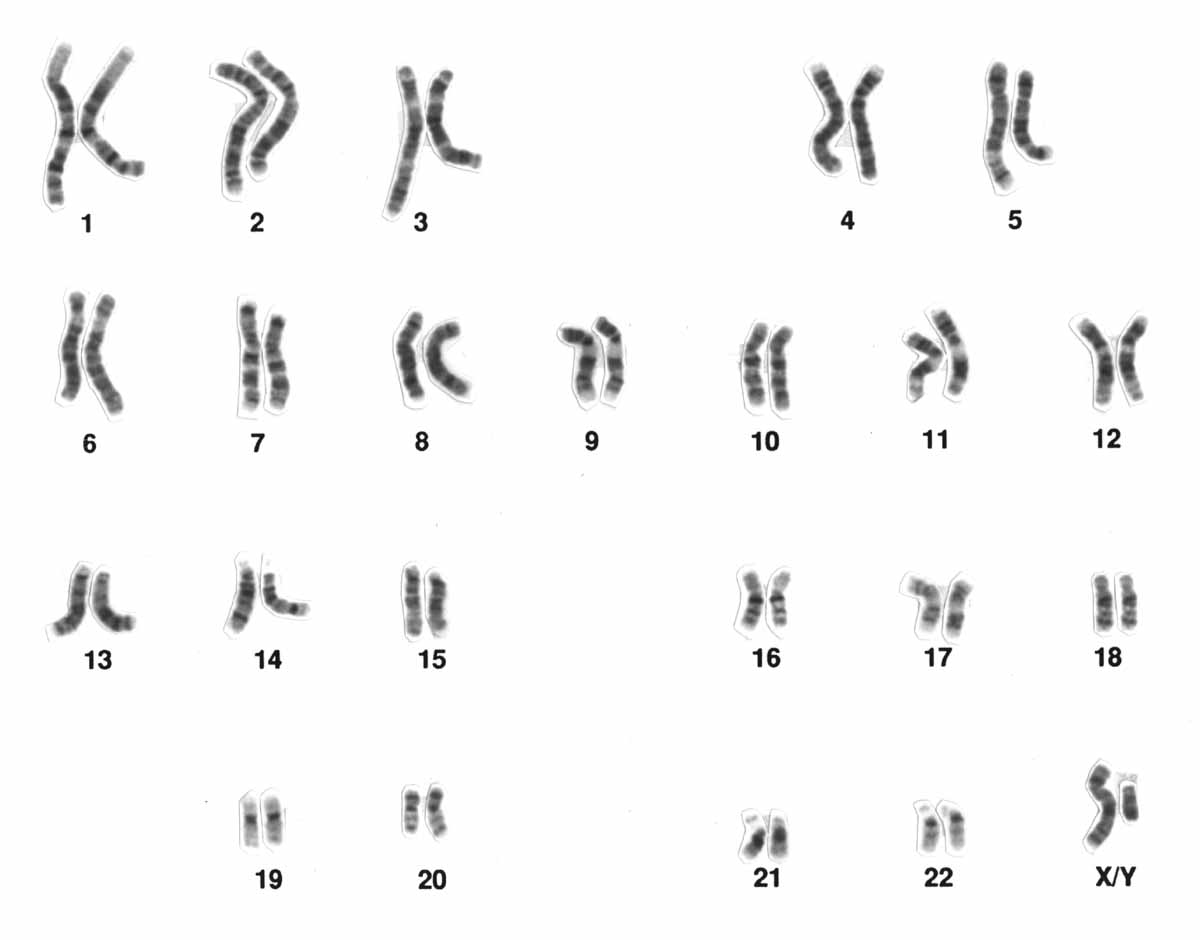
Die 46 Chromosomen des Menschen

Mit den auf dem Chromosom 9 befindlichen Genen werden unter anderem folgende genetisch bedingte Krankheiten oder Symptome in Verbindung gebracht:
- Amyotrophe Lateralsklerose
- Blasenkrebs
- Borderline-Persönlichkeitsstörung[4]
- Ehlers-Danlos-Syndrom
- Friedreich-Ataxie
- Galaktosämie
- Gorlin-Goltz-Syndrom
- Geniospasmus
- Hereditäre Fruktoseintoleranz
- Morbus Osler
- Neuroakanthozytose
- Okulokutaner Albinismus Typ 3
- Osteoonychodysplasie
- Pleomorphes Xanthoastrozytom
- familiäre thrombotisch-thrombozytopenische Purpura
- Tuberöse Sklerose

### Philadelphia-Chromosom
Siehe Hauptartikel Philadelphia-Chromosom
Das Philadelphia-Chromosom (Ph1; t(9;22)(q34;q11)) ist eine Chromosomenveränderung, bei der ein verkürztes Chromosom 22 durch eine Translokation (Austausch) mit einem Chromosomenabschnitt des Chromosoms 9 entsteht. Historisch gesehen war dies die erste Chromosomenveränderung, die mit der Entstehung von Krebs in Verbindung gebracht werden konnte.

### Trisomie 9 (Rethoré-Syndrom)
Siehe Hauptartikel Trisomie 9
Beim Rethoré-Syndrom (Trisomie 9) liegt in vielen Körperzellen eine Verdreifachung des Chromosoms 9 durch eine Genommutation vor.